# Nynäsbladet
Nynäsbladet var en tidning som fanns i Nynäshamn och utkom första gången 4 januari 1908. Den var första tidningen i Nynäshamn och hade sin redaktion i Ordenshuset (Viktoriabiografen), som fanns på Skolgatan 4, Nynäshamn.